# Kensuke Hatakeyama
Kensuke Hatakeyama (畠山健介 Hatakeyama Kensuke; nacido el 2 de agosto de 1985 en Miyagi, prefectura de Gunma) es un jugador de rugby japonés. Hatakeyama ha jugado (a fecha 5.9.2015) 68 test matches para la selección de rugby de Japón.
Hatakeyama fue un miembro del equipo japonés en la Copa Mundial de Rugby de 2011; jugó cuatro partidos y marcó un ensayo. Ha sido seleccionado para la Copa Mundial de Rugby de 2015.